# Підземелля відьом
Підземелля відьом (рос. Подземелье ведьм) — радянсько-чехословацький науково-фантастичний фільм 1990 року по одноімëнної повісті Кира Буличова.

## Сюжет
Майбутнє. Експедиція землян-дослідників прилітає на далеку планету Евур (Еволюційний урод), що нагадує Землю, з біосферою, близькою до земної, і аборигенами, що не відрізняються від землян, які перебувають на стадії первісного суспільства. Тут багато дивного, наприклад, вищі ссавці є сусідами з невимерлими великими рептиліями — динозаврів, а вождь дикунів Октін-Хаш б'ється сталевим мечем, хоча місцевїй цивілізації залізо невідоме.

## У ролях
- Сергій Жигунов — Андрій Брюс, інспектор (озвучив Володимир Антоник)
- Марина Левтова — Біллегуррі (Белогурочка) — дочка і спадкоємиця вождя дружнього Землі племені
- Микола Караченцов — Жан Лемот, етнограф, перекладач
- Дмитро Пєвцов — Октін-Хаш, вождь дикунів
- Ігор Ясулович — Конрад Жмуда, етнограф
- Жанна Прохоренко — Інгрід Хан, фельдшер
- Володимир Талашко — Аксель, етнограф
- Сергій Бистрицький — брат Белогурочкі
- Анатолій Мамбетов — Німий
- Леонід Громов — Колдун
- Віллор Кузнєцов — Білий Вовк
- Наталя Каменська — Відьма
- Леонід Філаткін — У-Уш, останній неандерталець
- В'ячеслав Ковальков — Крилов, астронавт
- Андрій Леонов — другий пілот

## Знімальна група
- Сценарій: Кір Буличов
- Режисер: Юрій Мороз
- Оператор: Олександр Філатов
- Композитор: Максим Дунаєвський
- Художник: Сергій Оніпенко, Володимир Ярин